# Zimowe Igrzyska Paraolimpijskie 2010 - chorąży reprezentacji podczas ceremonii otwarcia
Lista chorążych podczas ceremonii otwarcia Zimowych Igrzysk Paraolimpijskich 2010 w Vancouver
| Państwo              | Chorąży                     | Dyscyplina                     |
| -------------------- | --------------------------- | ------------------------------ |
| Andora               | Xavier Fernandez            | Narciarstwo alpejskie          |
| Argentyna            | Juan Ignacio Maggi          | Narciarstwo alpejskie          |
| Armenia              | Gayane Usnyan               | Narciarstwo alpejskie          |
| Australia            | Toby Kane                   | Narciarstwo alpejskie          |
| Austria              | Robert Meusburger           | Narciarstwo alpejskie          |
| Belgia               | Natasha De Troyer           | Narciarstwo alpejskie          |
| Białoruś             | Ljudmiła Wouczok            | Biegi narciarskie              |
| Bośnia i Hercegowina | Nijaz Memic                 | Narciarstwo alpejskie          |
| Bułgaria             | Aleksandar Stojanow         | Biegi narciarskie              |
| Chile                | Tomas De Villar             | Narciarstwo alpejskie          |
| Chiny                | Cheng Shishuai              | Biegi narciarskie              |
| Chorwacja            | Mario Dadic                 | Narciarstwo alpejskie          |
| Czechy               | Anna Kuliskova              | Narciarstwo alpejskie          |
| Dania                | Marianne Haiboll            | Biegi narciarskie              |
| Finlandia            | Ilkka Toumisto              | Biegi narciarskie              |
| Francja              | Romain Riboud               | Narciarstwo alpejskie          |
| Grecja               | Vivi Christodoulopoulou     | Narciarstwo alpejskie          |
| Holandia             | Falco Jeitsma               | Trener narciarstwa alpejskiego |
| Hiszpania            | Ursula Pueyo                | Narciarstwo alpejskie          |
| Iran                 | Sadegh Kalhor               | Narciarstwo alpejskie          |
| Islandia             | Erna Fridriksdottir         | Narciarstwo alpejskie          |
| Japonia              | Takayuki Endo               | Hokej na lodzie na siedząco    |
| Kanada               | Jean Labonte                | Hokej na lodzie na siedząco    |
| Kazachstan           | Oleg Syssolyatin            | Biegi narciarskie              |
| Korea Południowa     | Min Su Han                  | Hokej na lodzie na siedząco    |
| Meksyk               | Juan Armando Ruiz Hernandez | Narciarstwo alpejskie          |
| Mongolia             | Enkhbaatar Zorig            | Biegi narciarskie              |
| Niemcy               | Frank Höfle                 | Biegi narciarskie              |
| Norwegia             | Mariann Vestbostad          | Biegi narciarskie              |
| Nowa Zelandia        | Adam Hall                   | Narciarstwo alpejskie          |
| Polska               | Jarosław Rola               | Narciarstwo alpejskie          |
| Południowa Afryka    | David Bruce Warner          | Narciarstwo alpejskie          |
| Rosja                | Valery Kupchinskii          | Biegi narciarskie              |
| Rumunia              | Laura Valenu                | Narciarstwo alpejskie          |
| Serbia               | Jasmin Bambur               | Narciarstwo alpejskie          |
| Słowacja             | Ivaeta Chlebakova           | Narciarstwo alpejskie          |
| Słowenia             | Gal Jakis                   | Narciarstwo alpejskie          |
| Stany Zjednoczone    | Heath Calhoun               | Narciarstwo alpejskie          |
| Szwajcaria           | Thomas Pfyl                 | Narciarstwo alpejskie          |
| Szwecja              | Jens Kask                   | Hokej na lodzie na siedząco    |
| Ukraina              | Ołena Jurkowska             | Biegi narciarskie              |
| Węgry                | Balazs Koleszar             | Narciarstwo alpejskie          |
| Wielka Brytania      | Michael McCreadie           | Curling na wózkach             |
| Włochy               | Gianmaria Dal Maistro       | Narciarstwo alpejskie          |